# Laura Posner Perls
Pour les articles homonymes, voir Posner.
Laura Perls (Pforzheim 1905 - 1990), née Lore Posner, est une psychologue allemande. Avec son mari Fritz Perls, elle élabore la Gestalt-thérapie.

## Biographie
Après ses études de psychologie à l'Université de Francfort, elle y obtient un poste à l'Institut de psychologie. En 1933, comme de nombreux juifs, elle quitte l'Allemagne pour les Pays-Bas, avec son mari, Fritz Perls, rencontré en 1930 à l'Institut de psychologie. L'année suivante, ils vont vivre en Afrique du Sud où ils commencent à élaborer ensemble la Gestalt-thérapie. Ils écrivent leur premier ouvrage Le moi, la faim, l’agressivité en 1942 dans lequel ils proposent une révision de la théorie freudienne en soulignant la nécessité d'une saine agressivité.
En 1946, ils émigrent aux États-Unis. Peu de temps après son arrivée, ils fondent l'Institute of Gestalt Therapy à New York. Jusqu'à sa mort, elle continue d'approfondir cette théorie.